# Prothésiste dentaire
Pour les articles homonymes, voir Mécanicien.
Un prothésiste dentaire ou technicien dentaire est un professionnel chargé d'élaborer un appareillage destiné à la restauration et au rétablissement fonctionnel et esthétique du système de manducation dans le domaine de l'odontologie.
Ces appareillages peuvent être des prothèses dentaires fixes unitaires, couramment nommées couronnes, des prothèses dentaires fixes plurales, couramment nommées bridges ou ponts au Canada, des prothèses amovibles partielles ou totales (complètes), couramment nommées dentier, ou encore des appareils d'orthodontie.

## Par pays

### France
En France, les prothésistes dentaires sont des artisans travaillant exclusivement sur prescription médicale d'un chirurgien-dentiste ou parfois d'un stomatologue. Conformément à la directive européenne 93/42 rendue obligatoire en juin 1998, il est fabricant de dispositifs médicaux sur mesure (DMSM).
En 2009, le ministère du Travail estimait que 4950 laboratoires employaient 25134 salariés.
En 2013, l'UNPPD comptait 3 800 entreprises et 17 900 professionnels (4 200 chefs d’entreprises et 13 700 salariés, 1 500 embauches pour 2 250 départs) réalisant un chiffre d'affaires annuel stable de 1,2 milliard d'euros, plus de 27 % des laboratoires ont disparu en dix ans alors que l’importation représente environ 30 % du nombre de prothèses posées et 45 % des laboratoires étaient équipés en CAO.
En 2015, le chiffre d'affaires de 1,245 milliard d'euros s'érodait de 1 à 2 % par an.
En 2017 selon l'UNPPD, plus de la moitié des 3.700 laboratoires sont équipés en CAO (deux fois plus qu'en 2008) et 33 % en CFAO et le quart des effectifs a quitté la profession en dix ans.
Un CPLD doit investir 500.000 euros pour fabriquer environ 3.000 bases en en:chrome-cobalt par mois, précises à 30 microns, pour gagner en qualité, en reproductivité, en délai et de l'ordre de 25 % en productivité: la marge des prothésistes associés est de 15 %, souvent moins pour les indépendants.
Les entreprises de plus de 7 salariés forment 45 % de l'ensemble, réalisant 55 % des 47 millions d'euros d'investissement en 2016.
L'UNPPD réclame la transparence sur l'origine des prothèses et la dissociation de leur prix: une prothèse est revendue par le dentiste entre 600 et 800 euros, soit entre 5 et 50 fois son coût.

### Québec (Canada)
Dans la province canadienne du Québec, le technicien dentaire détient un diplôme d'études collégiales (DEC) en techniques de prothèses dentaires (3 ans d'études postsecondaires techniques).
Il doit également être membre de l'Ordre des techniciens et techniciennes dentaires du Québec (OTTDQ) pour exercer en toute légalité sa profession.

## Évolution
Considéré comme anecdotique ou du domaine de la recherche et du développement dans les années 1980, l'aide numérique occupe en ce début de siècle une part croissante dans tous les domaines de la dentisterie restauratrice.
Loin d'être antinomiques les techniques traditionnelles et numériques restent complémentaires.
Elles permettent d'offrir in fine aux patients un choix plus vaste de solutions thérapeutiques offrant au prothésiste dentaire la possibilité de mieux exprimer sa créativité et son sens artistique. La démocratisation de l'univers numérique qui mêle le côté artisan et le côté industriel engendre une profonde refonte de la profession. Certaines écoles qui forment les prothésistes dentaires ont déjà intégré dans leur formation traditionnelle une formation numérique.
Le métier de prothésiste dentaire est inéluctablement en train de se modifier.
Le prothésiste doit s'adapter comme ses clients aux contraintes économiques actuelles et futures. En effet, les prothèses fixées font l'objet de devis élevés qui doivent prendre en compte l'intervention du dentiste et l'amortissement des technologies et la numérisation permet désormais la réalisation hors de nos frontières pour une qualité identique et un coût moindre[réf. nécessaire].